# Brooklands

A Brooklands ovális körpályájának rajza

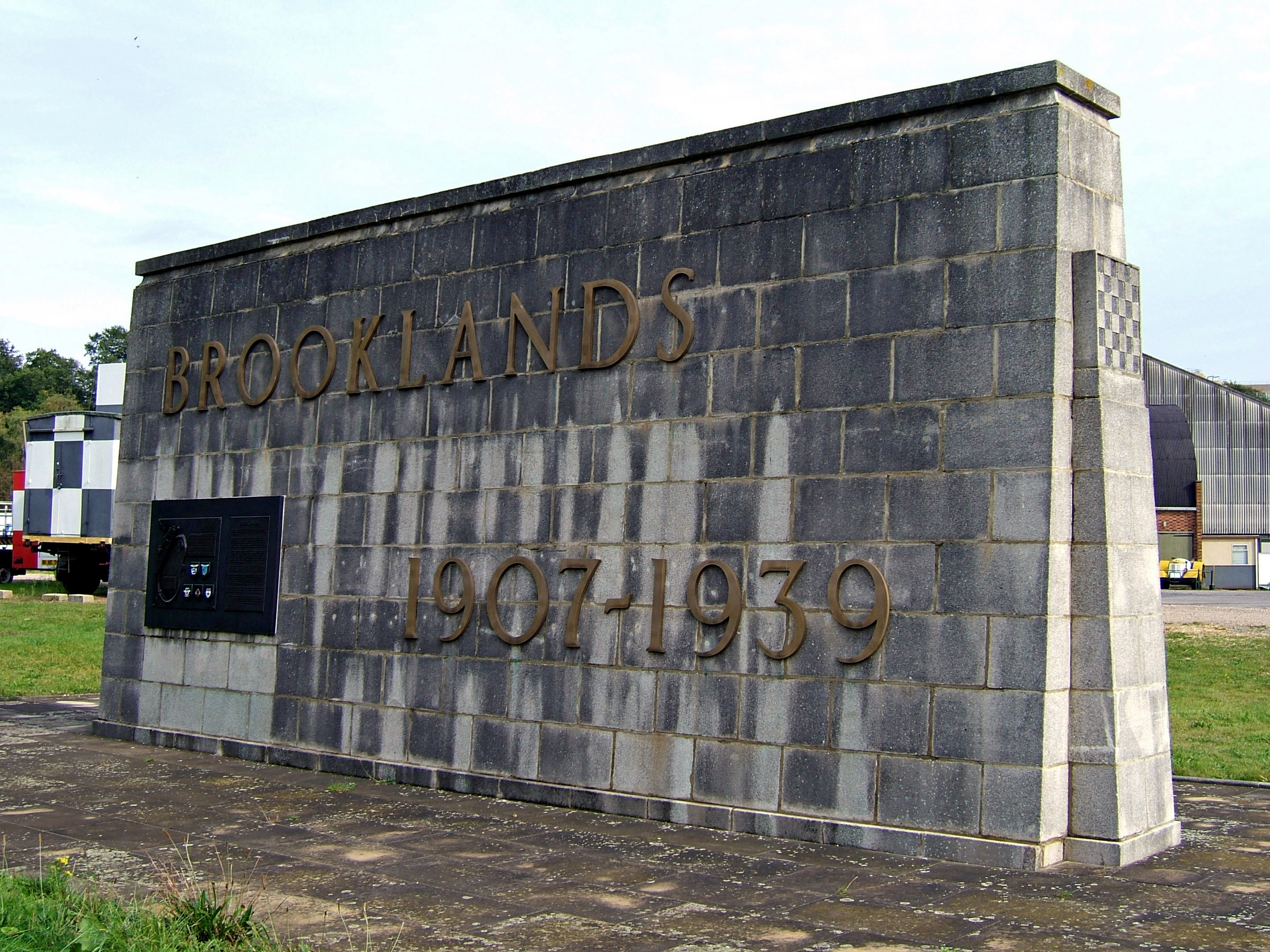
Brooklands memorial

Brooklands egy 2,75 mérföldes (4,43 kilométeres) motorverseny-pálya és repülőtér volt. Angliában, az Egyesült Királyságban Weybridge, Surrey közelében építették meg.

## Története
1907-ben itt nyitotta meg kapuit a világ első célirányosan motorverseny-pályája, valamint Nagy-Britannia egyik első repülőtere, ami 1918-ra szintén Nagy-Britannia legnagyobb repülőgép-ipari központja lett. Az utolsó versenynek 1939-ben adott otthont, és ma ez a Brooklands Museum részét képezi. Ma nagy légi- és autómúzeum, valamint a veteránautó-, motorkerékpár- és egyéb közlekedéssel kapcsolatos események helyszíne.
A második világháború kitörése után a területet katonai célokra használták.

## Galéria

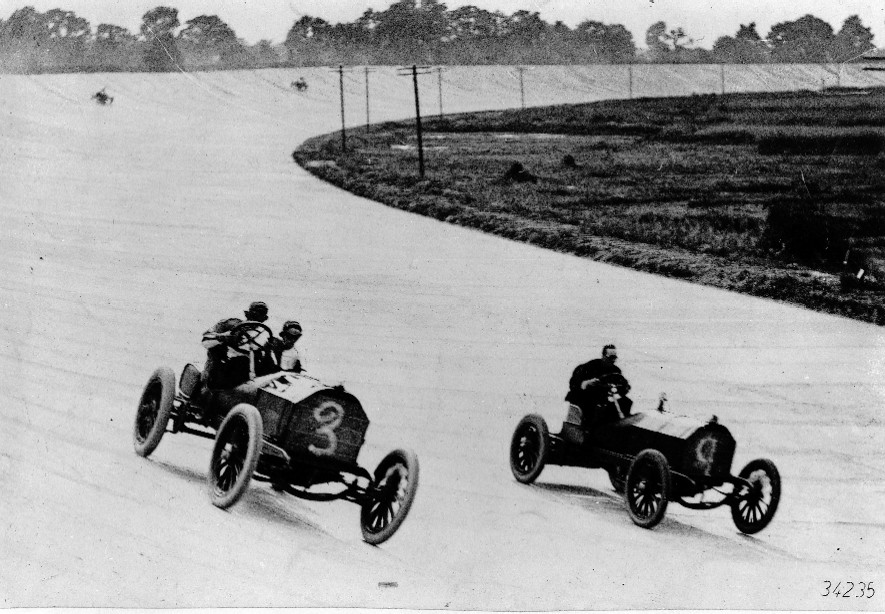
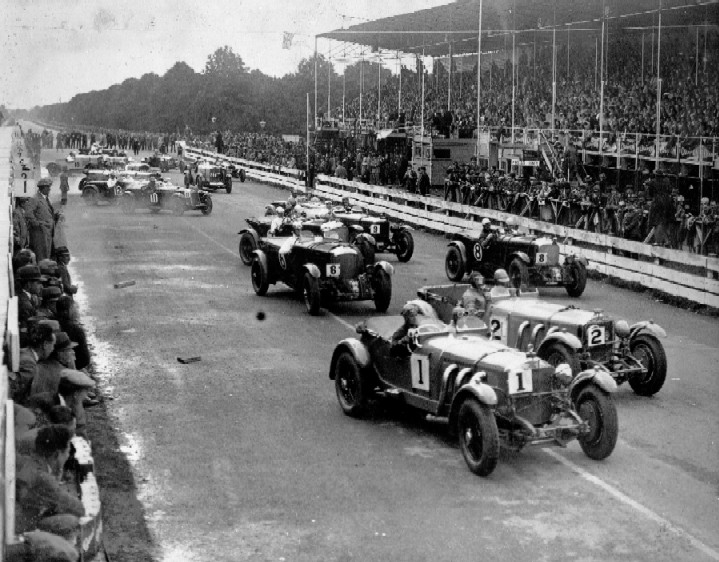
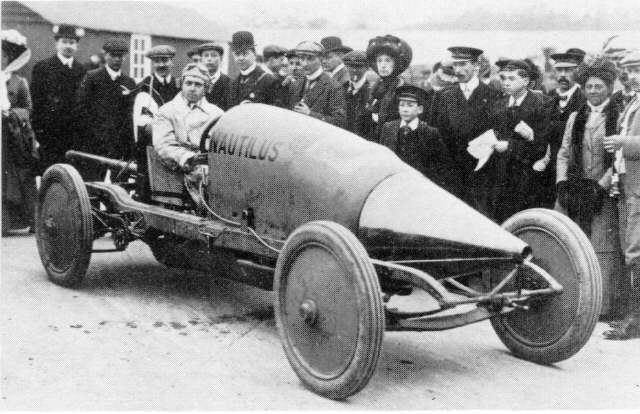
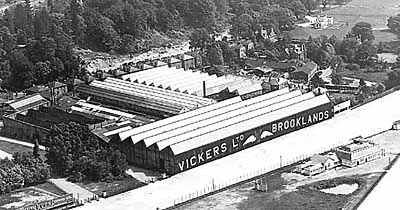
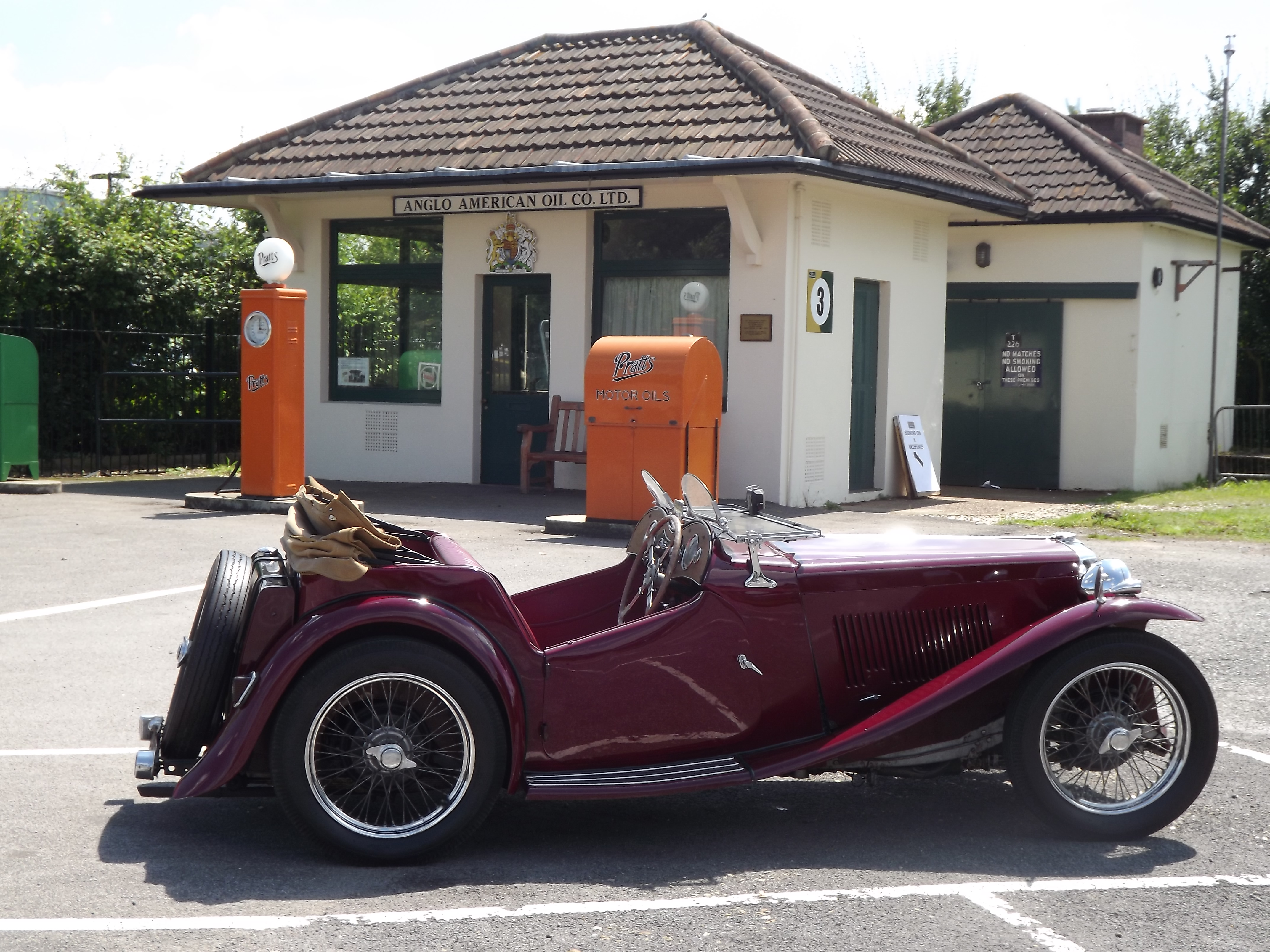
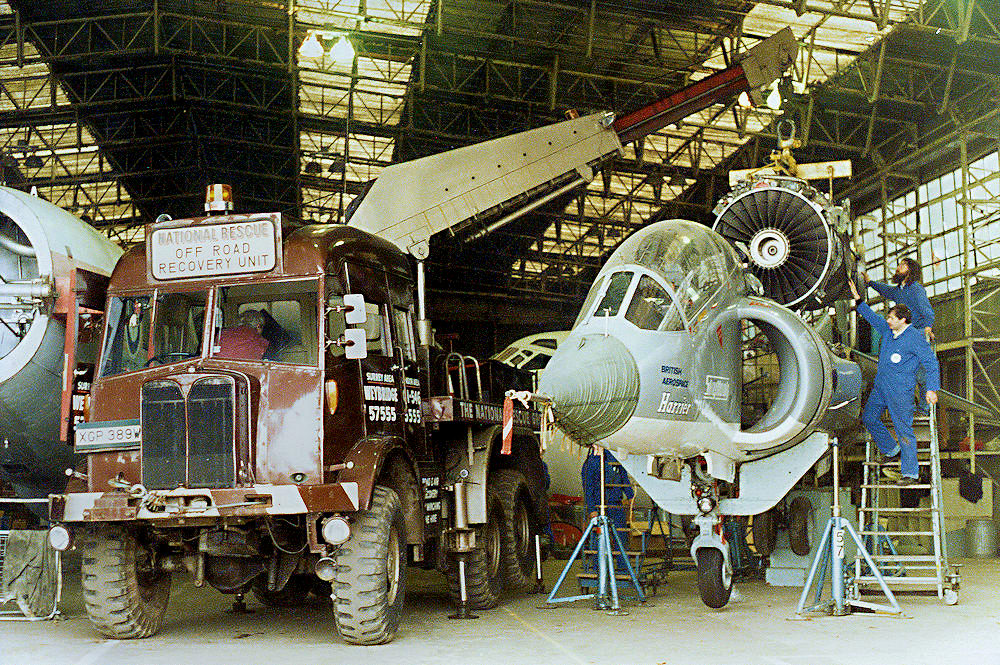
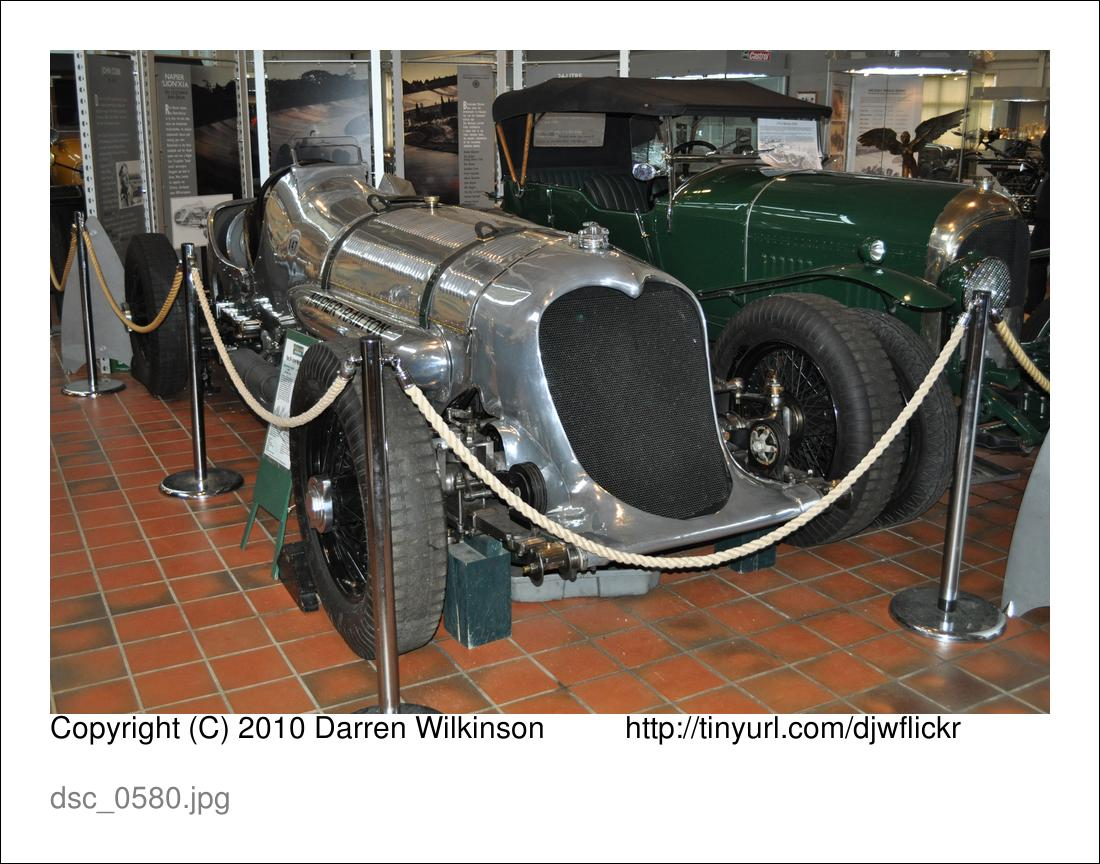
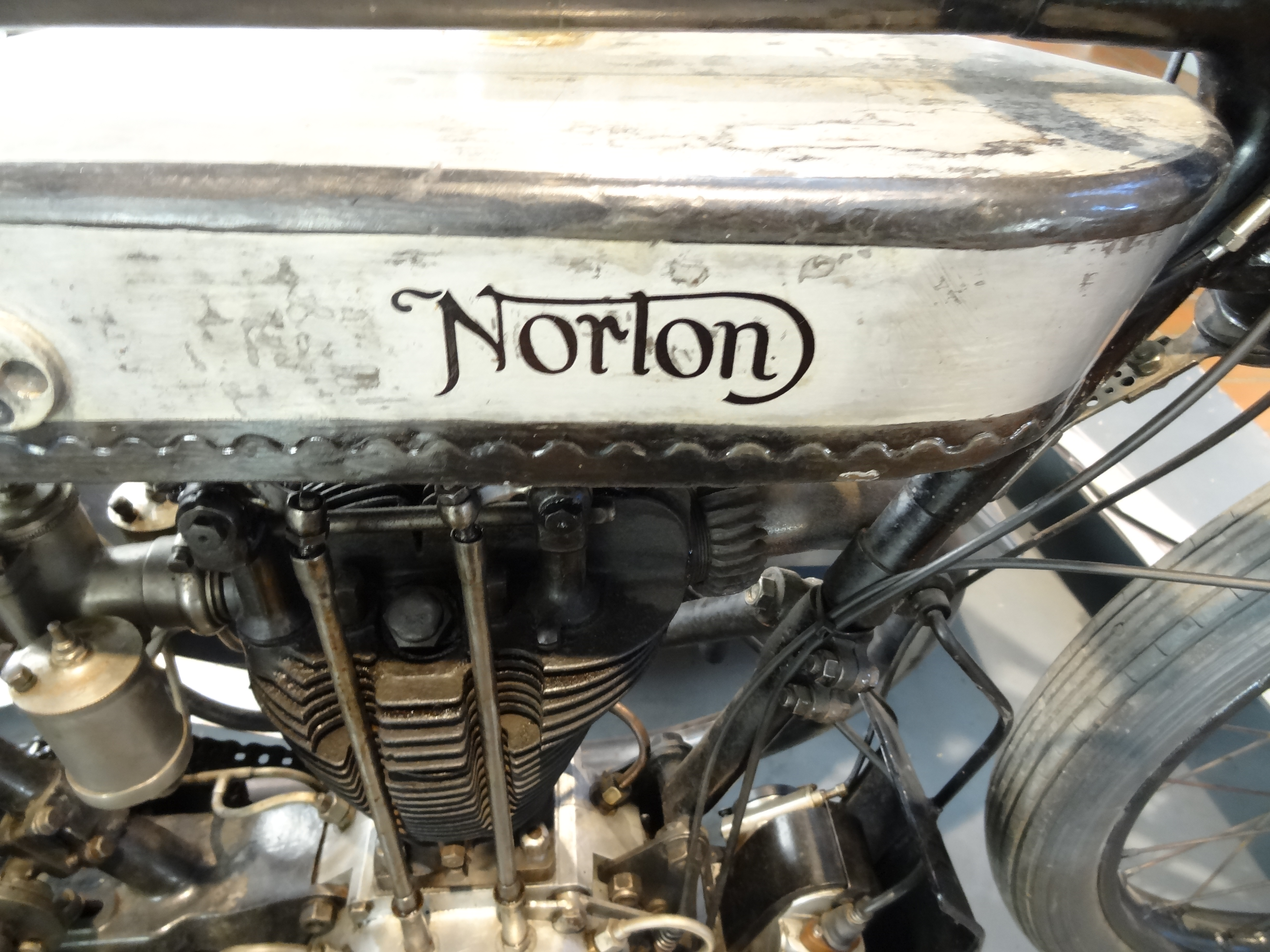